# W obronie Formiona
W obronie Formiona (stgr. Παραγραφὴ ὑπὲρ Φορμίωνος) – mowa sądowa wchodząca w skład Corpus Demosthenicum (pod numerem 36), wygłoszona w procesie dotyczącym spraw majątkowych w 350/349 roku p.n.e.
Formion był wyzwoleńcem ateńskiego finansisty Pasiona. Ten umarł w 370 roku p.n.e. zalecając w testamencie małżeństwo wdowy z byłym niewolnikiem. Jego majątek został podzielony pomiędzy dwóch synów, poza dzierżawionym Formionowi przedsiębiorstwami. W związku z małżeństwem starszy syn Pasiona – Apollodor – wytoczył Formionowi proces sądowy. Kolejne konflikty prawne dotyczące podziału majątku odbywały się na drodze arbitrażu po upływie okresu najmu i po śmierci żony Formiona w 360 roku p.n.e. W obu przypadkach rodzina Pasiona stwierdziła, że nie ma już ku Formionowi pretensji finansowych.
Proces w którym wygłoszono mowę odbył się w 350/249 roku p.n.e. Apollodor oskarżył Formiona o zagarnięcie z wynajmowanego majątku 11 talentów, które po naliczeniu odsetek wzrosły do sumy talentów 20. Formion złożył sądowy protest przeciwko pretensjom Apollodora, argumentując to dwukrotnym potwierdzeniem uregulowania należności, oraz przedawnieniem sprawy. Mowę napisał Demostenes, zaś wygłosił ją któryś z przyjaciół Formiona. Mówca nie wykorzystał całego dostępnego mu w trakcie rozprawy czasu.
Proces zakończył się zwycięstwem Formiona, Apollodor musiał zapłacić jedną szóstą oczekiwanej sumy (2 talenty i 20 min) za nadużywanie procedur sądowych.
Ze sporem wiążą się także inne mowy z Corpus Demosthenicum: Pierwsza i Druga mowa przeciw Stefanosowi.